# Обонятельная борозда
Обонятельная борозда (лат. sulcus olfactorius lobi frontalis) — мозговая борозда, расположенная на нижней поверхности лобной доли и идущая параллельно продольной щели мозга. В ней лежит обонятельная луковица, которая продолжается в обонятельный тракт. Борозда впереди заходит за пределы обонятельной луковицы, а сзади разветвляется на медиальную и латеральную ветви (обонятельные полоски), образующие обонятельный треугольник, в центре которого лежит переднее продырявленное вещество.

## Морфология и клиническое значение
Малая глубина обонятельной борозды (менее 8 мм) является индикатором врождённой аносмии. В исследовании 2003 года было обнаружено, что у здоровых людей правая обонятельная борозда существенно глубже левой, а также найдена прямая зависимость между глубиной левой обонятельной борозды и функционированием обоняния у здоровых людей. В другом исследовании зависимость была обнаружена между глубиной правой обонятельной борозды и функционированием обоняния. У людей, потерявших обоняние из-за инфекции верхних дыхательных путей, а также у людей с аллергическим ринитом объём обонятельных луковиц меньше, чем у здоровых людей, но глубина обонятельной борозды существенно не отличается от контрольной группы здоровых людей.
Небольшая глубина обонятельной борозды является фактором предрасположенности к биполярному расстройству, большому депрессивному расстройству, тревожному неврозу, шизофрении и другим психическим расстройствам, причём глубина борозды уменьшается с течением болезни (психозов, шизофрении).
Установлено, что объём обонятельных луковиц и глубина обонятельной борозды у пациентов с рассеянным склерозом и болезнью Паркинсона существенно меньше, чем у контрольной группы здоровых людей. В исследовании 2016 года также была обнаружена корреляция между объёмом обонятельных луковиц и скорлупы мозга, а также между глубиной обонятельной борозды и объёмом гиппокампа.

## Дополнительные изображения

Базальный вид мозга, обонятельные борозды отходят вверх от обонятельных луковиц
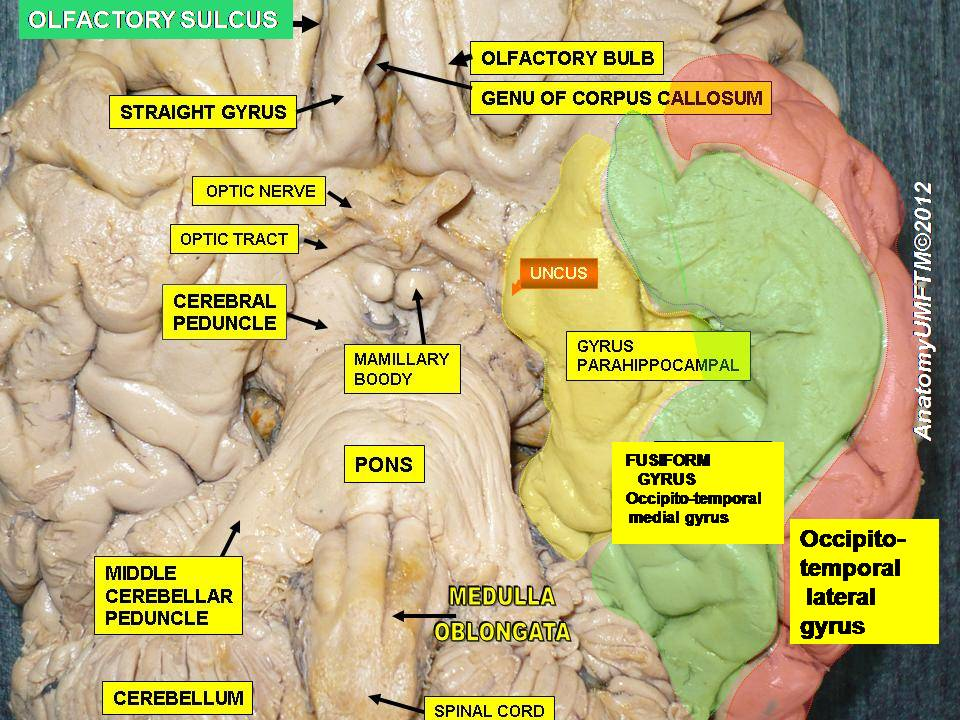
Нижняя проекция мозга
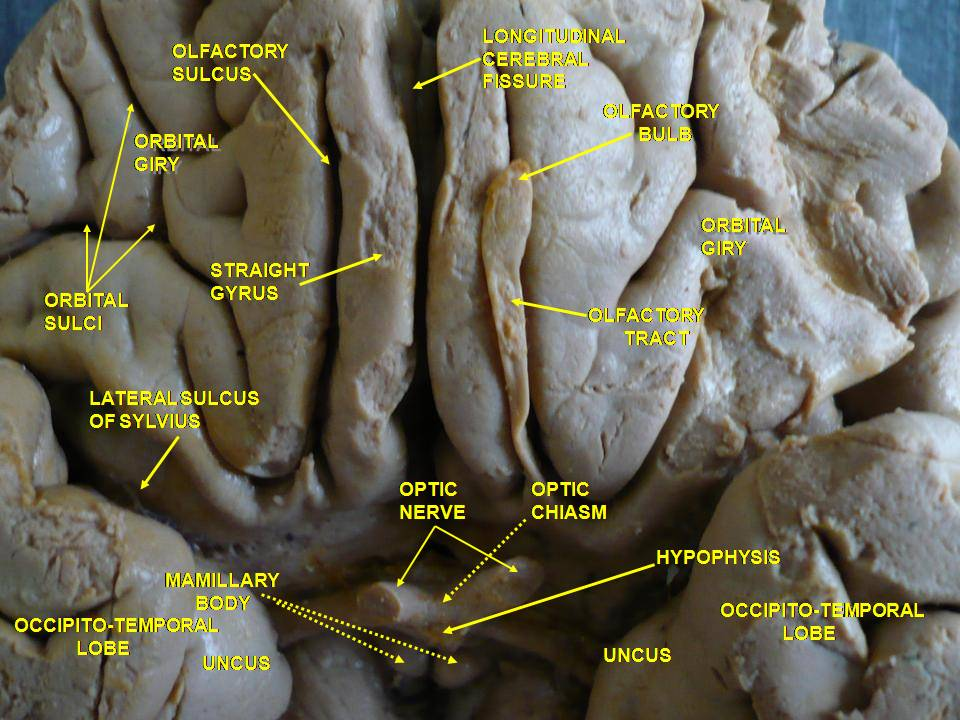
Нижняя проекция мозга
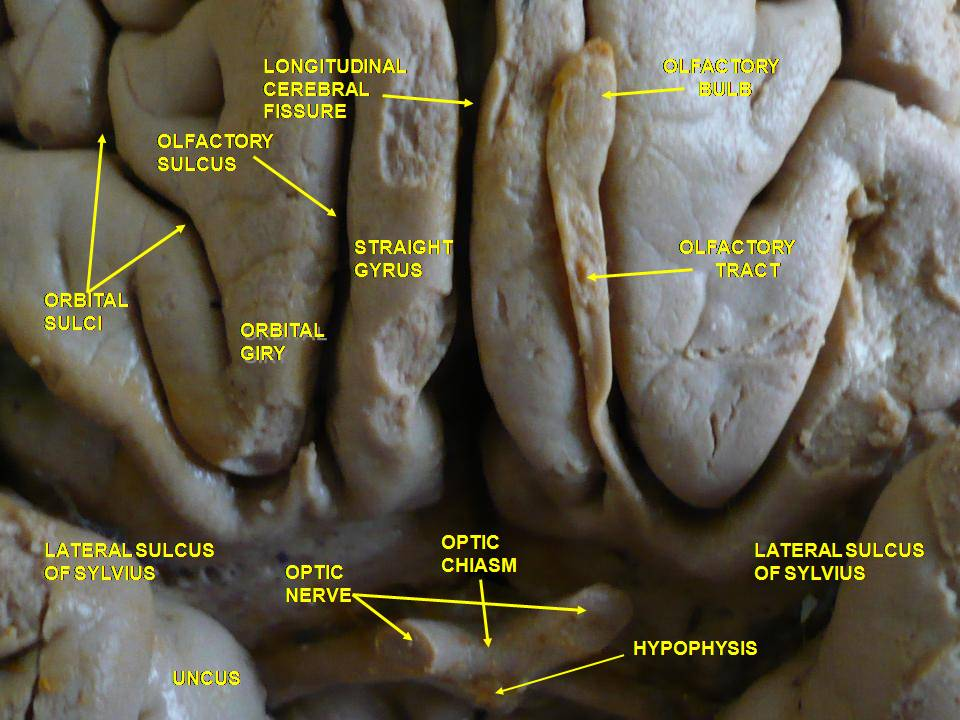
Нижняя проекция мозга
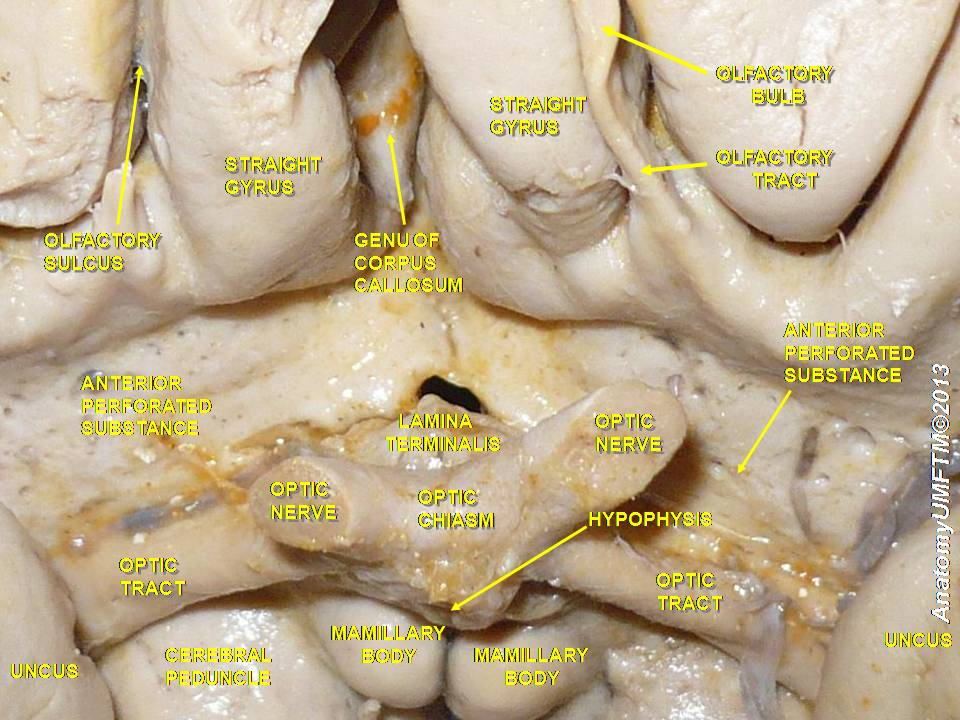
Нижняя проекция мозга